# Rouvres-en-Xaintois
Rouvres-en-Xaintois là một xã, nằm ở tỉnh Vosges trong vùng Grand Est của Pháp. Xã này có diện tích 11,19 kilômét vuông, dân số năm 1999 là 299 người. Xã này nằm ở khu vực có độ cao từ 302–421 m trên mực nước biển.
Dân địa phương tiếng Pháp gọi là Roburiens.

## Biến động dân số
| 1962                                         | 1968 | 1975 | 1982 | 1990 | 1999 |
| -------------------------------------------- | ---- | ---- | ---- | ---- | ---- |
| 338                                          | 356  | 367  | 385  | 337  | 299  |
| Số liệu từ năm 1962: Dân số không tính trùng |      |      |      |      |      |